# Ріциліан
Ріциліан (*д/н —520) — король свевів до 520 року.

## Біографія
Про походження мало відомостей, напевне мав родинні зв'язки з династією Герменеріка. Водночас походив з іспано-римського роду. За невідомих обставин заступив трон короля Герменеріка II. За різними версіями був сином останнього від його римо-іберійської дружини, або лише родичем (тому можливо повалив короля).
Намагався повністю позбавитися залежності від Вестготського держави. Втім король останньої — Амаларіх — замирившись з королем франків, рушив проти Ріциліана або спрямував проти нього свого намісника Теудіса. Свевське військо зазнало поразки, а її король імовірно загинув. Вестготський король призначив сюди свого намісника або залежного короля (ім'я достеменно невідоме). Незалежність свеви зуміли здобути зусиллями Хараріха.